# Amphineurus (Nothormosia) cacoxenus
Amphineurus (Nothormosia) cacoxenus is een tweevleugelige uit de familie steltmuggen (Limoniidae). De soort komt voor in het Australaziatisch gebied.